# 24.º governo da Monarquia Constitucional
O 24.º governo da Monarquia Constitucional, também conhecido como a segunda parte do 3.º governo da Regeneração, nomeado a 1 de maio de 1860 e exonerado a 4 de julho de 1860, foi presidido por Joaquim António de Aguiar.
A sua constituição era a seguinte:
| Cargo                                                                                 | Detentor | Detentor                                            | Período                                |
| ------------------------------------------------------------------------------------- | -------- | --------------------------------------------------- | -------------------------------------- |
| Presidente do Conselho de Ministros                                                   |          | Joaquim António de Aguiar (1792–1874)               | 1 de maio de 1860 a 4 de julho de 1860 |
| Ministro e Secretário de Estado dos Negócios do Reino                                 |          | António Maria de Fontes Pereira de Melo (1819–1887) | 1 de maio de 1860 a 4 de julho de 1860 |
| Ministro e Secretário de Estado dos Negócios Eclesiásticos e de Justiça               |          | João Martens Ferrão (1824–1895)                     | 1 de maio de 1860 a 4 de julho de 1860 |
| Ministro e Secretário de Estado dos Negócios da Fazenda                               |          | José Maria do Casal Ribeiro (1825–1896)             | 1 de maio de 1860 a 4 de julho de 1860 |
| Ministro e Secretário de Estado dos Negócios da Guerra                                |          | Visconde da Luz (interino) (1803–1865)              | 1 de maio de 1860 a 4 de julho de 1860 |
| Ministro e Secretário de Estado dos Negócios da Marinha e Ultramar                    |          | José Marcelino de Sá Vargas (1802–1876)             | 1 de maio de 1860 a 4 de julho de 1860 |
| Ministro e Secretário de Estado dos Negócios Estrangeiros                             |          | José Maria do Casal Ribeiro (1825–1896)             | 1 de maio de 1860 a 4 de julho de 1860 |
| Ministro e Secretário de Estado dos Negócios das Obras Públicas, Comércio e Indústria |          | António Serpa (1825–1900)                           | 1 de maio de 1860 a 4 de julho de 1860 |